# Rubelita
Rubelita este un oraș în Minas Gerais (MG), Brazilia.